# Catástrofe del puente de Alcudia
La catástrofe del puente de Alcudia fue un incidente ferroviario acontecido en la provincia de Ciudad Real el 27 de abril de 1884. Con 59 fallecidos, se convirtió de lejos en el mayor desastre ferroviario de la historia ferroviaria española hasta la fecha.

## Historia
El puente sobre el río Alcudia, inaugurado en 1864, está localizado en el punto kilométrico 279 de la línea Madrid-Badajoz, entre las estaciones de Chillón y Almadenejos-Almadén. El titular y operador de la línea por aquel entonces era la Compañía de los Ferrocarriles de Madrid a Zaragoza y Alicante (MZA), aunque el trazado había sido construido originalmente por la Compañía de los Caminos de Hierro de Ciudad Real a Badajoz.
Los acontecimientos tuvieron lugar en la madrugada del 27 de abril de 1884, hacia las cuatro de la mañana, cuando la locomotora (junto a varios vagones y jaulas con ovejas) descarriló del puente. El caudal del río estaba muy crecido respecto a su modesto curso en circunstancias normales debido a las lluvias caídas en los días anteriores. El desastre se cobró 59 fallecidos, 54 de ellos soldados del regimiento de infantería «Castilla» y 3 soldados del regimiento de infantería «Granada», así como dos civiles. Hubo 56 heridos, que fueron trasladados al hospital de Almadén (los críticos) y a Almadenejos.
El informe del incidente fue conjuntamente redactado por ingenieros empleados por el Estado y por MZA. Los peritos determinaron que uno de las tres pilares del puente había sido cortado, incitando a la prensa contemporánea a hablar de un presunto sabotaje premeditado.
El conductor y el maquinista fueron acusados de homicidio y daños, y el juicio comenzó en 1885. La sentencia absolvió tanto a los trabajadores como a MZA.